# 赵佛祐
赵佛祐（1124年—1127年），為南宋第一代皇帝宋高宗赵构的第一皇女，母不详。
赵佛祐被祖父宋徽宗封为康大宗姬，因为当时其父赵构是康王。靖康之变时，赵佛祐四岁，与妹妹赵神祐被金国人掳走北行，預定送入洗衣院，死於北遷途中。